# Austrodecus serratum
Austrodecus serratum là một loài nhện biển trong họ Austrodecidae. Loài này thuộc chi Austrodecus. Austrodecus serratum được miêu tả khoa học năm 1994 bởi Child.